# Élections législatives estoniennes de 2011
Les élections législatives estoniennes de 2011 (en estonien : 2011. aasta Riigikogu valimised) se sont tenues le 6 mars 2011, afin d'élire les 101 députés qui formeront la douzième législature du Riigikogu.

## Contexte

### La coalition de 2007
Aux élections législatives du 4 mars 2007, le Parti réformateur (ERE) du Premier ministre sortant, Andrus Ansip, s'était classé en tête du scrutin avec 28 % des voix et 31 élus, devant le Parti du Centre (EKE) du ministre de l'Économie et ancien Premier ministre, Edgar Savisaar, qui avait obtenu 26 % des suffrages et 29 sièges. Par la suite, l'ERE avait formé une coalition gouvernementale avec l'Union Pro Patria et Res Publica (IRL) de Mart Laar, et le Parti social-démocrate (SDE) d'Ivari Padar. Cette alliance, forte de 60 députés, avait constitué le gouvernement Ansip II.

### La crise de 2009
Face aux conséquences de la crise économique mondiale, des mesures de rigueur budgétaire sont proposées, comprenant à la fois une hausse de la fiscalité et une baisse des dépenses publiques. Opposé à ces propositions, le SDE se retire de la coalition, laissant le gouvernement en minorité au Parlement. Andrus Ansip parvient toutefois à se maintenir au pouvoir en négociant le soutien, sans participation au cabinet, de l'Union populaire (ERL).

## Mode de scrutin
Le Riigikogu est composé de 101 sièges pourvus pour quatre ans au scrutin proportionnel plurinominal avec listes ouvertes et vote préférentiel. Sur ce total, 75 sièges sont à pourvoir dans 12 circonscriptions de 5 à 15 sièges en fonction de leurs populations, et les 26 sièges restants, dits de « compensation » sont répartis au niveau national selon la méthode d’Hondt à tous les partis ayant dépassé le seuil électoral de 5 % des voix, afin de rapprocher le plus possible les résultats en sièges à ceux du vote de la population,.
Le droit de vote s'obtient à 18 ans. Les électeurs ont la possibilité d'effectuer un vote préférentiel pour l'un des candidats de la liste pour laquelle ils votent, afin de faire monter sa place dans la liste. Si un candidat recueille ainsi davantage de votes préférentiels que le montant du quotient simple dans sa circonscription, il est déclaré élu même si la liste dont il est candidat échoue à franchir le seuil national de 5 %,.
Les électeurs peuvent voter en ligne depuis leur ordinateur et leur téléphone portable entre le 24 février et le 2 mars, ou se rendre dans l’isoloir le 6 mars 2011.

### Circonscriptions électorales
| N° | Circonscription                               | Inscrits | Sièges |
| -- | --------------------------------------------- | -------- | ------ |
| 1  | Tallinn (Haabersti, Kristiine, Põhja-Tallinn) | 76 189   | 9      |
| 2  | Tallinn (Kesklinn, Lasnamäe, Pirita)          | 104 478  | 11     |
| 3  | Tallinn (Mustamäe, Nõmme)                     | 69 816   | 8      |
| 4  | Harju, Rapla                                  | 130 270  | 14     |
| 5  | Hiiu, Lääne, Saare                            | 58 583   | 6      |
| 6  | Lääne-Viru                                    | 48 875   | 5      |
| 7  | Ida-Viru                                      | 67 604   | 8      |
| 8  | Järva, Viljandi                               | 70 092   | 8      |
| 9  | Jõgeva, Tartu                                 | 67 504   | 7      |
| 10 | Ville de Tartu                                | 70 968   | 8      |
| 11 | Võru, Valga, Põlva                            | 79 857   | 9      |
| 12 | Pärnu                                         | 69 110   | 8      |

## Campagne

### Candidats
Neuf partis politiques ainsi que des candidats indépendants se présentent aux élections législatives.
| Parti ou candidat      | Parti ou candidat                                                                   | Chef de file                    | Résultats en 2007           |
| ---------------------- | ----------------------------------------------------------------------------------- | ------------------------------- | --------------------------- |
|                        | Parti de la réforme (ERE) Eesti Reformierakond                                      | Andrus Ansip Premier ministre   | 27,8 % des voix 31 députés  |
|                        | Parti du centre estonien (EKE) Eesti Keskerakond                                    | Edgar Savisaar Maire de Tallinn | 26,1 % des voix 29 députés  |
|                        | Union Pro Patria et Res Publica (IRL) Erakond Isamaa ja Res Publica Liit            | Mart Laar                       | 17,9 % des voix 19 députés  |
|                        | Parti social-démocrate (SDE) Sotsiaaldemokraatlik Erakond                           | Sven Mikser                     | 10,6 % des voix 10 députés  |
|                        | Les Verts (EER) Erakond Eestimaa Rohelised                                          | Aleksei Lotman                  | 7,1 % des voix 6 députés    |
|                        | Union populaire estonienne (ERL) Eestimaa Rahvaliit                                 | Andrus Blok                     | 7,1 % des voix 6 députés    |
|                        | Parti des démocrates-chrétiens estoniens (EKD) Erakond Eesti Kristlikud Demokraadid |                                 | 1,7 % des voix aucun député |
|                        | Parti de l'indépendance estonienne (EIP) Eesti Iseseisvuspartei                     |                                 | 0,2 % des voix aucun député |
|                        | Parti russe en Estonie (VEE) Vene Erakond Eestis                                    |                                 | 0,2 % des voix aucun député |
| Candidats indépendants | Candidats indépendants                                                              | Candidats indépendants          | 0,1 % des voix aucun député |

### Sondages
| Institut            | Date       | ERE    | EKE    | IRL    | SDE    | EER   | ERL   |
| ------------------- | ---------- | ------ | ------ | ------ | ------ | ----- | ----- |
| TNS Emor            | 02.2011    | 28,0 % | 25,0 % | 21,0 % | 16,0 % | 4,0 % | 2,0 % |
| Turu-Uuringute      | 01.2011    | 25,0 % | 19,0 % | 12,0 % | 9,0 %  | 2,0 % | 2,0 % |
| TNS Emor            | 01.2011    | 36,0 % | 23,0 % | 16,0 % | 14,0 % | 4,0 % | 2,0 % |
| Dernières élections | 04.03.2007 | 27,8 % | 26,1 % | 17,9 % | 10,6 % | 7,1 % | 7,1 % |

### Faits marquants et thèmes abordés
Le Parti réformateur d'Andrus Ansip, au pouvoir depuis six ans, mène campagne sur les questions économiques, en s'opposant à l'établissement d'un impôt progressif et vantant son bilan. Malgré la très forte hausse du chômage et une importante récession en 2009, le parti libéral s'enorgueillit en effet de l'entrée de l'Estonie dans l'Organisation pour la coopération et le développement économique (OCDE), en 2010, et la zone euro, en 2011. Son grand adversaire et ancien partenaire de coalition, le Parti du Centre, axe son discours sur les effets néfastes du plan de rigueur et de l'adhésion à la monnaie unique, promettant notamment de baisser la taxe sur la valeur ajoutée sur certains produits de base. L'EKE a cependant dû accuser le contrecoup de la révélation d'un rapport des services secrets, selon lequel son président aurait reçu, en sa qualité de maire de Tallinn de l'argent de la part d'un homme d'affaires russe, ancien espion du KGB. Second parti de l'alliance au pouvoir, l'Union Pro Patria et Res Publica conduit une campagne conservatrice et libérale, mettant en avant la lutte contre le déficit public, la baisse de l'impôt sur les sociétés et son refus de voir le centre gauche gouverner le pays. Le Parti social-démocrate, dont le nouveau président Sven Mikser est l'une des révélations de la campagne électorale, met pour sa part en avant un projet assez marqué à gauche, combinant l'établissement d'un impôt progressif, la gratuité totale de l'éducation et la hausse des allocations familiales.

## Résultats

### Nationaux
|                          |                                                |         |       |      |        |               |  |  |  |
| Parti                    | Parti                                          | Votes   | %     | +/-  | Sièges | +/-           |  |  |  |
|                          | Parti de la réforme (ERE)                      | 164 255 | 28,56 | 0,74 | 33     | 2             |  |  |  |
|                          | Parti du centre estonien (EKE)                 | 134 124 | 23,32 | 2,76 | 26     | 3             |  |  |  |
|                          | Union Pro Patria et Res Publica (IRL)          | 118 023 | 20,52 | 2,65 | 23     | 4             |  |  |  |
|                          | Parti social-démocrate (SDE)                   | 98 307  | 17,09 | 6,48 | 19     | 9             |  |  |  |
|                          | Les Verts (EER)                                | 21 824  | 3,79  | 3,35 | 0      | 6             |  |  |  |
|                          | Union populaire (ERL)                          | 12 184  | 2,12  | 5,01 | 0      | 6             |  |  |  |
|                          | Parti russe en Estonie (VEE)                   | 5 029   | 0,87  | 0,67 | 0      | en stagnation |  |  |  |
|                          | Parti des démocrates-chrétiens estoniens (EKD) | 2 934   | 0,51  | 1,21 | 0      | en stagnation |  |  |  |
|                          | Parti de l'indépendance estonienne (EIP)       | 2 571   | 0,45  | 0,22 | 0      | en stagnation |  |  |  |
|                          | Indépendants                                   | 15 882  | 2,76  | 2,66 | 0      | en stagnation |  |  |  |
|                          |                                                |         |       |      |        |               |  |  |  |
| Votes valides            | Votes valides                                  | 575 133 | 99,12 |      |        |               |  |  |  |
| Votes blancs et nuls     | Votes blancs et nuls                           | 5 131   | 0,88  |      |        |               |  |  |  |
| Total                    | Total                                          | 580 264 | 100   | –    | 101    | en stagnation |  |  |  |
| Abstentions              | Abstentions                                    | 333 082 | 36,47 |      |        |               |  |  |  |
| Inscrits / participation | Inscrits / participation                       | 913 346 | 63,53 |      |        |               |  |  |  |

### Résultats par circonscription

#### Résumé
|           |           |       |      |       |      |       |      |       |      |       |       |       |       |       |      |       |       |       |       |       |      |       |       |       |      |
| Partis/C. | Partis/C. | 1     | 1    | 2     | 2    | 3     | 3    | 4     | 4    | 5     | 5     | 6     | 6     | 7     | 7    | 8     | 8     | 9     | 9     | 10    | 10   | 11    | 11    | 12    | 12   |
| Partis/C. | Partis/C. | %     | +/-  | %     | +/-  | %     | +/-  | %     | +/-  | %     | +/-   | %     | +/-   | %     | +/-  | %     | +/-   | %     | +/-   | %     | +/-  | %     | +/-   | %     | +/-  |
|           | ERE       | 23,51 | 1,30 | 21,76 | 0,54 | 32,31 | 0,28 | 39,50 | 1,44 | 32,72 | 1,21  | 26,84 | 2,67  | 12,53 | 3,03 | 27,06 | 0,76  | 28,09 | 3,79  | 34,43 | 0,21 | 26,91 | 2,11  | 28,52 | 0,74 |
|           | EKE       | 32,38 | 0,96 | 40,02 | 1,02 | 25,35 | 0,64 | 12,82 | 3,80 | 15,15 | 5,20  | 16,73 | 8,22  | 54,50 | 0,02 | 13,37 | 8,14  | 15,34 | 6,10  | 15,49 | 0,71 | 18,49 | 3,50  | 17,44 | 4,84 |
|           | IRL       | 20,83 | 1,26 | 17,36 | 2,54 | 20,18 | 1,01 | 22,22 | 2,75 | 16,44 | 1,31  | 21,24 | 2,84  | 10,71 | 1,96 | 22,96 | 4,58  | 26.06 | 10,38 | 24,31 | 2,61 | 20,76 | 6,58  | 21,86 | 2,03 |
|           | SDE       | 13,68 | 4,28 | 11,07 | 3,42 | 15,15 | 4,93 | 13,48 | 5,11 | 24,06 | 12,11 | 24,84 | 10,50 | 12,45 | 8,22 | 27,37 | 12,88 | 17,59 | 10,16 | 18,73 | 5,19 | 25,85 | 8,22  | 12,52 | 1,70 |
|           | EER       | 2,14  | 5,01 | 3,91  | 2,62 | 3,10  | 4,71 | 4,71  | 5,10 | 5,35  | 2,09  | 1,89  | 5,19  | 1,88  | 1,65 | 1,88  | 5,02  | 2,95  | 2,61  | 3,65  | 4,47 | 2,60  | 2,60  | 10,79 | 2,63 |
|           | ERL       | 0,61  | 0,59 | 0,55  | 0,75 | 0,47  | 1,39 | 1,09  | 2,85 | 1,76  | 7,17  | 5,98  | 3,01  | 2,91  | 6,03 | 2,00  | 8,60  | 7,32  | 15,38 | 1,18  | 2,49 | 3,76  | 10,15 | 2,08  | 6,18 |
|           | Autres    | 6,84  | -    | 5,32  | -    | 3,45  | -    | 6,18  | -    | 4,53  | -     | 2,49  | -     | 5,01  | -    | 5,37  | -     | 2,66  | -     | 2,22  | -    | 1,63  | -     | 6,79  | -    |

### Analyse
Le taux de participation est de 63,61 %. C'est le taux le plus élevé depuis 1995.
La coalition gouvernementale sort victorieuse de cette élection législative en remportant 49,1 % des suffrages et une majorité de 56 sièges. Le Parti de la réforme (ERE) confirme son statut de première force politique du pays en obtenant 33 sièges, soit deux de plus qu’en 2007. Son allié l'Union Pro Patria et Res Publica (IRL) réalise aussi un bon score avec 20,5 % des voix et 23 sièges, quatre de plus qu'en 2007. Le Premier ministre Andrus Ansip voit ainsi ses choix de politique économique confirmés. Ce résultat est aussi considéré comme un indicateur de la popularité de l'euro : les électeurs estoniens approuvent l’entrée du pays dans la zone euro deux mois plus tôt, malgré un regain d'inflation dans les semaines précédent le vote.
Le premier parti d'opposition, le Parti du centre estonien (EKE) du maire de Tallinn Edgar Savisaar, est le grand perdant de cette élection. Il ne parvient pas à battre la majorité sortante et perd trois sièges par rapport à la législature précédente. Le parti, qui critiquait la politique de rigueur, reste soutenu par la minorité russophone, mais a souffert d'un scandale de financement par un homme d'affaires russe proche de Vladimir Poutine.
Le Parti social-démocrate (SDE), qui milite pour un impôt progressif sur le revenu et des réformes sociales, réalise la plus forte progression, mais reste dans l’opposition. Il réunit 17,1 % des voix et obtient 19 sièges, soit neuf de plus qu’en 2007.
Les Verts (EER) et l'Union populaire (ERL) ne franchissent pas la barre des 5 % nécessaires pour être représentés au Riigikogu qui ne comptera donc que quatre formations, une situation inédite depuis les élections de mars 1990. Les candidats indépendants progressent, sans toutefois parvenir à faire élire un seul d'entre eux.

### Réactions
Le soir des élections, le Premier ministre Andrus Ansip annonce que son Parti réformateur et lui-même ont l’intention de poursuivre l'alliance avec le parti de droite Union Pro Patria et Res Publica (IRL), mais que « les négociations de coalition ne seront pas faciles ». Le président de l'IRL Mart Laar déclare quant à lui : « La coalition actuelle est la plus probable pour former un nouveau gouvernement compte tenu de la proximité de nos programmes. »
Les 28 observateurs envoyés par Election Observation : Theory and Practice ont révélé, malgré quelques manquements mineurs dans certains bureaux de vote, que ces élections avaient été conduites conformément aux dispositions nationales et internationales.
La Communauté des États indépendants, qui avait envoyé une équipe d'observateurs, dénonce des élections qui « ne peuvent pas être considérées comme totalement démocratiques ». Elle considère comme « étrange » la procédure de vote par anticipation, et critique la presse estonienne qui aurait cherché à « discréditer » le Parti du Centre, largement soutenu par la minorité russophone d'Estonie.